# Cerastium neoscardicum
Cerastium neoscardicum är en nejlikväxtart som beskrevs av M. Niketic. Cerastium neoscardicum ingår i släktet arvar, och familjen nejlikväxter. Inga underarter finns listade i Catalogue of Life.